# Djilali Liabes
Djilali Liabès, né en 1948 à Sidi Bel Abbès (Algérie) et mort en 1993 à la suite d'un attentat, est un chercheur en sciences humaines algérien. Il est ministre des Universités en Algérie dans les années 1990. Djilali Liabès est l'auteur de plusieurs livres.

## Biographie
Né en 1948 à Sidi Bel Abbés, Djilali Liabes fait ses études primaires et secondaires dans sa ville natale, notamment au lycée Azza Abdelkader (ex- lycée El Djala) où il obtient son baccalauréat en série Lettres en 1967.
Ses études supérieures à l’université d’Alger lui permettent d’obtenir une licence en philosophie et en sciences sociales, puis de décrocher un doctorat 3e cycle et un doctorat d’État en littérature et sciences humaines. Il soutient une thèse de doctorat d État à l'université de Paris VII  Jussieu portant sur "le secteur privé algérien ".
Il est nommé ministre des Universités en 1991, puis ministre des Universités et de la recherche scientifique en 1992. Il occupe par ailleurs le poste de ministre de l’Éducation nationale par intérim de juin à octobre 1992.
Nommé, en octobre 1992, directeur de l’Institut des Hautes Études Stratégiques Globales, il présente notamment un rapport d’analyse sur les « Perspectives de développement de la société algérienne ». Cet institut fut sa « dernière halte professionnelle ». Ses travaux se sont intéressés, en particulier, à l’aspect économique, précisément au secteur privé et aux entreprises publiques à la fin des années 1960 pour diriger, ensuite, et pendant quelques années, plusieurs études au niveau du Centre de Recherche en Économie Appliquée pour le développement (CREAD).
Le 16 mars 1993, il est assassiné par balles à la cité Ben Omar de Kouba, alors qu’il vient de quitter son domicile pour se rendre à l’Institut.
À son actif de nombreuses productions littéraires, Djilali Liabès est l’auteur, entre autres, de « Les pays du Tiers Monde et la nouvelle organisation mondiale », « La quête de la rigueur » et « Capital privé et patrons d’industrie en Algérie (1962-1982): propositions pour l’analyse de couches sociales en formation ».

## Œuvres
- Les pays du Tiers monde et la nouvelle organisation mondiale, Édition Casbah[2]
- La quête de la rigueur, Édition Casbah[3]
- Capital privé et patrons d'industrie en Algérie (1962-1982) : propositions pour l'analyse de couches sociales en formation, Alger, éd. CREA, 1984[4].

## Hommages
L'université de Sidi Bel Abbès porte son nom.
Matoub Lounès l'évoque dans une de ses chansons "Kenza"